# Propriedades óticas de materiais
Nos últimos anos, a busca por novos dispositivos eletro-oticos tem impulsionado o desenvolvimento de materiais com propriedades óticas diferenciadas. A partir disso, novos materiais tem sido investigados e desenvolvidos, vislumbrando aplicações tecnológicas, como os LEDs orgânicos (OLEDs), lasers, diodos, etc.  A natureza destes materiais é um fator determinante para explicar os diversos fenômenos óticos observados na natureza. 

## Propriedades macroscópicas
A partir de um pequeno número de fenômenos óticos gerais, é possível descrever um número significativo de processos óticos. São observados alguns fenômenos quando a luz interage com o meio. Estes fenômenos óticos discutidos podem ser quantificados por parâmetros que determinam as propriedades macroscópicas.
Absorção é um fenômeno ótico relacionado com a diminuição da energia da luz ao atravessar um determinado meio.  Neste processo, um feixe de luz é atenuado ao longo da sua direção de propagação, sendo transmitida apenas a parcela de luz que não foi absorvida pelo material.
August Beer (1852) estudou a relação entre a luz transmitida por um meio material e a concentração deste meio, concluindo que a intensidade da luz de um feixe monocromático diminui exponencialmente com o aumento da concentração do meio.  Lambert (1760) concluiu que, em um meio homogêneo, a luz é absorvida e sua intensidade diminui exponencialmente com a espessura do meio.
A absorção em um meio ótico é quantificada pelo coeficiente de absorção α e definida pela fração de luz absorvida por unidade de comprimento do meio. A intensidade de um feixe que se propaga um uma dimensão l é dada pela lei de Beer-Lambert, também conhecida como Lei de Beer-Lambert-Bouger
{\displaystyle I_{1}=I_{0}e^{-\alpha l}}
onde
{\displaystyle I_{1}} – intensidade da luz transmitida
{\displaystyle I_{0}} – intensidade da luz incidente.
{\displaystyle \alpha } – coeficiente de absorção
{\displaystyle l} – espessura do meio

Refração de um feixe luminoso na interface entre dois meios 1 e 2, onde n_{2} > n_{1}.

Refração é um fenômeno que se caracteriza pela mudança da velocidade da luz e na sua direção de propagação (com exceção se a incidência for perpendicular) ao passar de um meio material para outro.
A mudança de velocidade e direção de propagação da luz em um meio isotrópico é descrita por um parâmetro macroscópico chamado índice de refração.
{\displaystyle n=c/v}
onde c é a velocidade da luz no vácuo e v é a velocidade da luz no meio considerado.
Quando a luz se propaga entre os meios homogêneos e transparentes 1 e 2 com índice de refração n1 e n2, ao cruzar a superfície de separação entre os meios, a direção de propagação do feixe luminoso muda de acordo com a lei com a Lei da refração, conhecida também como Lei de Snell
{\displaystyle n_{1}.sen\theta _{1}=n_{2}.sen\theta _{2}}
onde
{\displaystyle n_{1}} - índice de refração no meio 1
{\displaystyle n_{2}} - índice de refração no meio 2
{\displaystyle \theta _{1}} - ângulo de incidência
{\displaystyle \theta _{2}} - ângulo de refração
Luminescência é um nome geral dado a um processo de emissão espontânea da luz por átomos excitados em materiais. A promoção da excitação atômica pode se dá através de um processo de absorção da luz.  A luminescência é um fenômeno de difícil descrição por parâmetros macroscópicos clássicos, pois é um processo essencialmente quântico.
Espalhamento consiste em uma mudança de direção e/ou de freqüência da luz ao interagir com o meio ótico. No espalhamento elástico, a freqüência da luz não se altera, enquanto que, o contrário ocorre no caso de espalhamentos inelásticos. O espalhamento causa atenuação do feixe de luz em uma maneira análoga a absorção. A intensidade diminui exponencialmente de acordo com a relação
{\displaystyle I(x)=I_{0}e^{-N\sigma _{s}x}}
N é o número de centros espalhadores por unidade de volume 
{\displaystyle \sigma _{s}}  é a seção de choque de espalhamento o centro espalhador. 
Esta relação é idêntica à lei de Beer-Lambert, onde {\displaystyle \alpha =N\sigma _{s}}. O espalhamento está relacionado com variações no índice de refração do meio em uma escala de comprimento e no comprimento de onda da luz. Isto poderia ser causado pela presença de impurezas, defeitos ou inomogeneidades.

## Absorção interbanda
Materiais semicondutores e isolantes possuem uma borda de absorção nas regiões espectrais do infravermelho, do visível e do ultravioleta. Esta borda de absorção é originada de transições dos elétrons que compõe o sólido. Quando o material é irradiado, o elétron da banda de valência absorve energia e pode ser promovido para a banda de condução. Esse processo é conhecido como absorção interbanda.

### Transições interbandas
Os níveis de energia de átomos isolados consistem em uma série de estados com energias discretas. Transições óticas entre essas bandas só ocorrerão se forem satisfeitas as regras de seleção. Em um processo de transição ótica, o elétron salta de uma banda de menor energia para outra banda com maior energia pela absorção de fóton. Este tipo de transição é observado em semicondutores, onde um fóton excita um elétron da banda valência (menor energia) preenchida para uma banda de condução (maior energia) vazia.

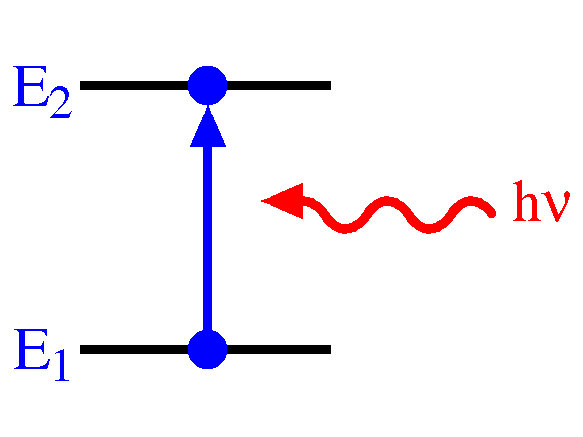
Absorção ótica interbanda entre um estado inicial de energia E_{1} em uma banda inferior ocupada para uma banda superior vazia E_{2}. A diferença de energia entre as bandas é o hiato de energia E_{g}.

Aplicando a lei da conservação da energia para a transição interbanda
{\displaystyle E_{f}=E_{i}+hf}
onde
Ei é a energia do elétron na banda inferior 
Ef é a energia do estado final na banda superior
hf é a energia do fóton incidente. 
As transições interbandas serão possíveis somente se hf > Eg.  Ao ser excitado, o elétron deixa o estado inicial Ei na banda mais baixa ocupada, criando um buraco neste estado. Desta forma, o processo de absorção cria um par elétron-buraco nos estados final e inicial, respectivamente.
Em materiais com hiato de energia direto, o mínimo da banda de condução está alinha com o máximo da banda de valência, portanto, a transição interbanda ocorre de forma direta.  No caso dos materiais com hiato de energia indireto, o mínimo da banda de condução está deslocado em relação ao máximo da banda de valência.
Em sólidos com hiato de energia indireto, a transição interbanda ocorre com a assistência de um fônon, que é emitido ou absorvido, ao contrário das transições diretas, onde apenas o fóton participa do processo. O GaAs é um exemplo padrão de transições interbandas diretas. Ele também é um importante material para aplicações optoeletrônicas.
A fim de compreender as transições interbandas diretas, é possível utilizar um modelo simplificado de quatro bandas. As quatro bandas têm dispersões parabólicas. A curvatura positiva da banda de condução indica que ela corresponde a uma banda de elétron enquanto que a curvatura negativa das bandas de valência corresponde a estados de buracos. Duas bandas dos buracos são degeneradas próximo ao topo. Estes são conhecidos como as bandas de buracos pesados e buracos leves, onde a banda do buraco pesado possui menor curvatura. A terceira banda, que está desviada para uma posição de menor energia, é conhecida como banda de buracos split-off.

### Absorção ótica sob a influência de campos elétrico ou magnético
A absorção ótica de um material semicondutor é alterada mediante a aplicação de um campo elétrico. Este efeito é conhecido como Franz-Keldysh. As constantes óticas e o índice do material são moduladas através da aplicação de um campo elétrico. O campo pode ser variado com dependência linear ou quadrática, produzindo um efeito eletro-ótico.
Considerando a absorção em um campo magnético, a aplicação de um intenso campo com uma densidade de fluxo B induz os elétrons do material a realizarem movimento circular em torno do campo, com freqüência igual à freqüência cíclotron segundo a relação
{\displaystyle \omega _{c}=eB/m_{0}}
onde 
e - carga do elétron
m0 - massa
Do ponto de vista quântico, as órbitas e energias dos elétrons têm valores quantizados e são dados por 
{\displaystyle E_{n}=(n+1/2)\hbar \omega _{c}}
para n = 0, 1, 2... .Estes níveis quantizados de energia são chamados de níveis de Landau. Em semicondutores sob a presença de um forte campo magnético na direção z, o movimento dos elétrons na banda de condução e dos buracos na banda de valência será quantizado no plano xy, porem, livres na direção z.

### Medida do espectro de absorção

Diagrama esquemático de uma medida de espectro de absorção.

O coeficiente de absorção de um material é geralmente determinado pela medida da transmissão de uma amostra. A luz de uma fonte de luz branca de baixa intensidade atravessa a amostra, e o espectro da luz transmitida é obtido. O coeficiente de transmissão é determinado pelo cálculo da razão da luz incidente no detector com ou sem a amostra presente. O coeficiente de absorção é então calculado a transmissão após medir as refletividades em um experimento separado.
Em comprimentos de onda mais longos o espectrógrafo e o detector devem ser substituídos por um escâner monocromático com um apropriado detector de infravermelho. Para comprimentos de onda além de cinco micrometros, é comum usar espectrômetros de Transformada de Fourier para medidas de absorção. Cabe ressaltar que, em alguns materiais, a absorção é tão intensa que se torna impraticável usar medidas de transmissão para obter o coeficiente de absorção. No silício, por exemplo, o coeficiente de absorção excede 108  m(-1) em alguns comprimentos de onda, o qual estaria menos de 0.01%. Neste caso, a absorção é calculada a partir da parte imaginária do índice de refração complexo.

## Éxcitons
Em materiais isolantes ou semicondutores, a absorção de um fóton com energia maior que o hiato de energia (diferença de energia entre a banda de condução e a banda de valência) do material, promove a transição do elétron da banda de valência para a banda de condução. Desta forma, essa transição cria um elétron na banda de condução e uma lacuna, com carga oposta à carga do elétron na banda de valência, conhecido por buraco. Esse par elétron-buraco é uma quasipartícula, no qual há uma interação coulombiana mútua entre essas partículas. Essa quasipartícula é chamada de éxciton. De maneira mais simples, o éxciton pode ser concebido como um pequeno sistema hidrogenóide, similar a um átomo positrônico, com o elétron e o buraco em uma órbita estável em torno um do outro.
Existem dois tipos básicos, observados em materiais cristalinos:

### Éxcitons livres (éxcitons de Wannier-Mott)
São principalmente observados em semicondutores. Em um éxciton livre, a separação media entre os elétrons e buracos é muito maior que valor médio do espaçamento atômico. Sendo assim, o éxciton livre é definido, de uma maneira simples, como um par elétron-buraco fracamente ligado. Na descrição dos éxcitons livres, tem sido utilizado o modelo de Bohr. 

### Éxcitons fortemente ligados (éxcitons de Frenkel)
são encontrados em cristais isolantes e cristais moleculares. Quando o raio do éxciton se torna comparável ao espaçamento interatômico, o modelo de éxciton livre deixa de ser válido. Essa característica é observada em materiais com pequenas constantes dielétricas, mas com alto valor da massa efetiva. Éxcitons de Frenkel têm raios muito pequenos e energias de ligação significativamente grandes, com valores típicos de 0.1 eV a vários eV, sendo geralmente estáveis a temperatura ambiente. 
Efeitos excitônicos em polímeros conjugados, como o polidiacetileno, têm gerado importantes produtos tecnológicos nos últimos anos, seguindo o desenvolvimento de diodos orgânicos para uso em tecnologia de display.

## Luminescência
Átomos podem emitir luz de forma espontânea quando decaem de estados excitados para níveis de energia mais baixos. Nos materiais sólidos, o processo de emissão espontânea de luz é chamado de luminescência.  Quando o decaimento do elétron ocorre da banda de condução para a banda de valência, a luminescência é dita interbanda. Luminescência pode ocorrer através de diversos mecanismos, sendo os principais:
Fotoluminescência: a re-emissão de luz após absorção de um fóton de alta energia.
Eletroluminescência: a emissão de luz causada pela aplicação de uma corrente elétrica através do material.

### Fotoluminescência
A fotoluminescência ocorre em semicondutores de hiato de energia direto, a re-emissão de luz se dá através de uma luminescência interabanda, onde o elétron decai da banda de condução para a banda de valência, quando o semicondutor é excitado por um fóton com energia maior que a energia do hiato de energia Eg.
Uma fonte de excitação emite fótons que promovem os elétrons da banda de valência, que acabam deixando buracos na banda de condução. Para isso ocorrer, a energia dos fótons emitidos deve ser maior que a energia do hiato de energia do material. Neste processo, inicialmente, os elétrons são promovidos para estados mais altos na banda de condução, permanecendo por pouco tempo nestes estados. A energia desses elétrons diminui devido à emissão de fônons dentro da banda. A partir disso, observam-se transições que ocorrem dentro da banda do tipo cascata.

### Eletroluminescência
Eletroluminescência é um processo pelo qual a luminescência é gerada enquanto uma corrente elétrica flui através de um dispositivo optoeletrônico. Existem dois principais tipos de dispositivos:
1-Diodos de emissão de luz (LEDs)
2-Lasers de semicondutores.

#### Diodos emissores de luz
As regiões em p e n em um LED são altamente dopadas para produzir distribuições degeneradas de buracos na região p e elétrons na região n. No equilíbrio térmico, com tensão nula aplicada sobe o dispositivo, a energia de Fermi deve ser a mesma em todos os pontos do dispositivo. As bandas se alinham com as energias de Fermi das regiões p e n na mesma energia. Na junção, forma-se uma região de depleção, onde não há presença de elétrons e buracos. Nestas condições, não há emissão de luz porque não há população significante de elétrons e buracos dentro do dispositivo.
Quando uma tensão de V0~Eg/e é aplicada sobre o dispositivo para produzir uma corrente promove desvios nos níveis de Fermi. A região de depleção diminui, permitindo a difusão dos elétrons das regiões n para regiões p e vice-versa e criando uma região na junção onde elétrons e buracos estão presentes. Os elétrons recombinam com os buracos, emitindo fótons de energia Eg por luminescência interbanda. Os elétrons e buracos o qual se recombinam são reabastecidos pela corrente que flui através do dispositivo do circuito externo.

. Diagrama de bandas de um diodo. A linha pontilhada indica a posição do nível de Fermi nas regiões p e n. A região de depleção diminui, permitindo a presença de elétrons e buracos na junção.

#### Lasers de semicondutores
Lasers de semicondutores, apesar da dificuldade de fabricação, o desempenho desses dispositivos são superiores aos LEDs, portanto, é empregado em aplicações de maior necessidade de eficiência. Os principais materiais utilizados para fabricação são baseados em GaAs (Arseneto de Gálio), operando em regiões espectrais do infravermelho e infravermelho próximo. Uma novidade tecnológica recente são os lasers azuis, fabricado com materiais baseados em nitrato. A palavra laser vem de Light Amplification by Stimulated Emission of Radiation. Isso quer dizer que os lasers são dispositivos baseados em emissão estimulada da luz. Na emissão estimulada, há um aumento do número de fótons quando a luz interage com os átomos do meio, ou seja, este processo causa amplificação do feixe luminoso, ao contrário da absorção, onde o há diminuição dos fótons.
Considerando esquematicamente um laser em equilíbrio térmico, a população do nível de energia menor N1 é maior que a população do nível de maior energia N2, ou seja, N1 > N2. Isso significa que a taxa de absorção excede a taxa de emissão estimulada resultando em uma atenuação do feixe.  Modelando o dispositivo de tal forma que a população de maior energia N2 seja maior que a população de menor energia N1, a taxa de emissão estimulada da luz seria superior à taxa de absorção e, portanto, o feixe seria amplificado. Esta condição se chama inversão de população, pois neste caso N2 > N1.
Um típico arranjo para um laser de diodo é formado apenas por um chip semicondutor. As refletividades das superfícies nas extremidades do cristal têm rendimento de aproximadamente 30%, considerado que, a refletividade em uma das extremidades deve ser muito superior a segunda extremidade.

### Publicações brasileiras
- M. D. Teodoro et. al. (2010). “Aharonov-Bohm Interference in Neutral Excitons: Effects of Built-In Electric”. Phys. Rev. Lett. 104, 086401.
- M. Tadić, F. M. Peeters (2009). “Excitonic properties of strained triple quantum-ring molecules”. Phys. Rev. B 79, 153305.